# Isaak Hallemann
Isaak Moses Hallemann, genannt Ismar (geboren 18. April 1896 in Drohobycz, Österreich-Ungarn; 1942 verschollen), war ein deutscher Pädagoge.

## Leben
Ismar Hallemann wuchs in Posen auf, wo er das Gymnasium besuchte. Von 1914 bis 1918 studierte er an der Universität Berlin Philosophie, Mathematik und Physik und besuchte gleichzeitig das Rabbiner-Seminar. Ab 1920 arbeitete er als Lehrer an der Jüdischen Oberrealschule Leipzig. Er heiratete 1923 die Lehrerin Clara Mandelbaum aus Würzburg, sie hatten vier Kinder. 
Seit 1929 war er Leiter des jüdischen Waisenhauses in Fürth, seine Ehefrau Clara war dort die hauswirtschaftliche Leiterin. 40 Waisenkinder lebten 1929 im Haus, das in der heutigen Hallemann-Straße, Ecke Rosenstraße, lag.
Das Ehepaar versuchte in der NS-Zeit mit den Waisenkindern nach Palästina zu emigrieren, dies wurde aber von der Verwaltung des Waisenhauses abgelehnt, da die Satzung der Waisenhaus-Stiftung dieses nicht erlaubte.

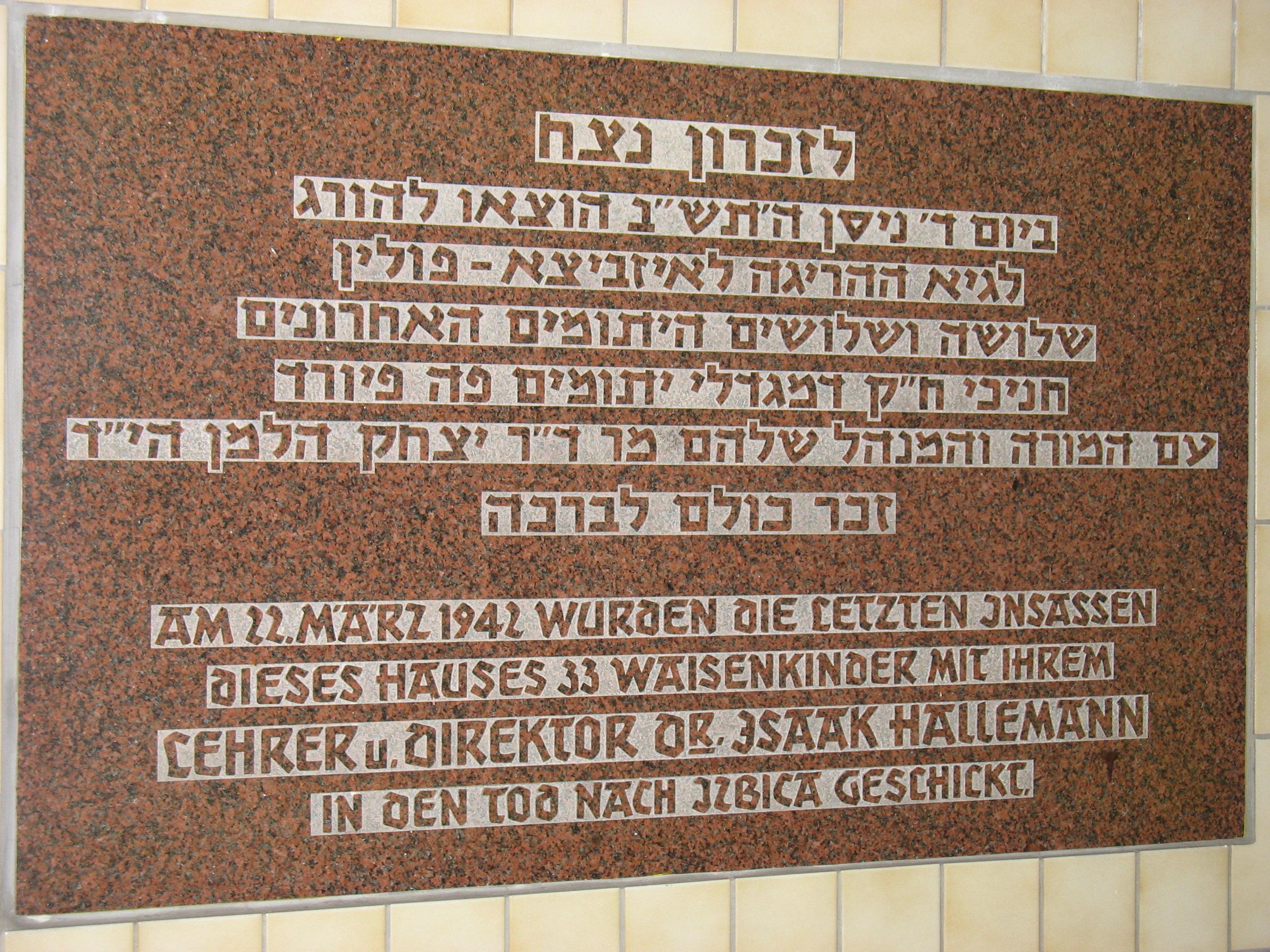
Gedenktafel am ehemaligen jüdischen Waisenhaus.

Hallemann wurde gemeinsam mit seiner Ehefrau Klara, seinen beiden Kindern Eva Esther und Beate Rachel und 33 Kindern aus dem Waisenhaus am 22. März 1942 nach Izbica, einem Ghetto bei Lublin in Polen, deportiert.
Den Kindern Raphael und Judith Hallemann gelang die Ausreise nach Palästina.
Heute sind nach dem Ehepaar in Fürth die Förderschule der Lebenshilfe, die Clara-und-Dr.-Isaak-Hallemann-Schule und die Straße, in der das ehemalige jüdische Waisenhaus, die heutige Synagoge von Fürth, liegt, benannt.